# Хааг, Мартина

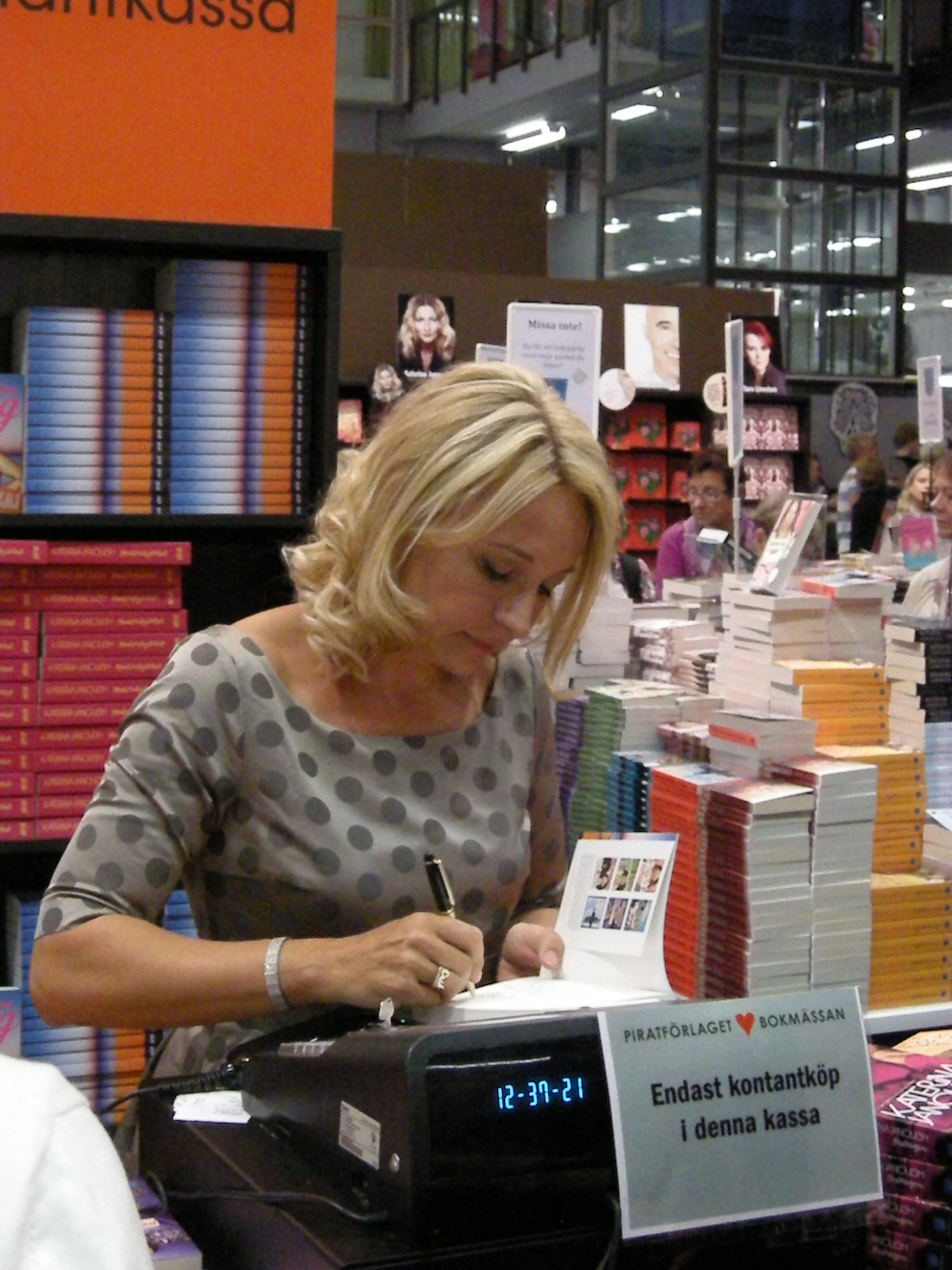
Мартина Хааг на Гётеборгской книжной ярмарке в сентябре 2012 года.

Мартина Хааг (швед. Helen Martina Haag; род. 9 июня 1964, Лидингё, Стокгольм) — актриса, писательница. В 2005 году снялась в фильме Underbar och älskad av alla. Фильм был снят по её роману. Участвовала в трансляции Let's Dance 2018 на TV4.

## Биография
Родилась 9 июня 1964 года в Лидингё. Посещала Театральную школу имени Калле Флайгаре. Снялась в ряде фильмов, таких как «Адам и Ева», «Сельма и Джоанна» и «Снова обнаженная». Комедия 2007 года «Сальто для новичков», экранизация её второго романа «Underbar och älskad av alla: Wunderbar und von allen geliebt (und bei der Arbeit ist es auch toll)», в которой Мартина исполнила главную роль. С 2004 года пишет романы, эссе для журналов Elle, Aftonbladet и Mama. Её произведения издаются издательством Piratförlaget. В 2004 году был опубликован первый сборни хроник Мартини Хааг «Hemma hos Martina», в 2005 году вышел её дебютный роман « Underbar och älskad av alla (och på jobbet går det också jättebra)». Отец беженец из Эстонии, сестра иллюстратор и врач Беа Уусма. С 1995 по 2014 год Мартина была замужем за телеведущим Эриком Хаагом, у них родилось четверо детей. Прожив в браке 18 лет в 2013 году пара подала на развод, официально не в браке с 2014 года. После развода с Эриком Хаагом, в 2015 году Мартини опубликовала роман «Det är något som inte stämmer», в нём идёт рассказ о жене, которая узнаёт о том что её муж изменяет ей уже долгое время. В 2016 году на Гётеборгской книжной ярмарке произведение победило в номинации «Книга года».

## Награды
- 2004: Årets krönikör[6];
- 2010: Stjärnkockarna;
- 2011—2012—2013: På spåret[англ.].

## Фильмография

### Фильмы
- 1995: Älskar, älskar inte
- 1997: Adam & Eva
- 1997: Selma & Johanna — en roadmovie
- 2000: Det blir aldrig som man tänkt sig
- 2000: Naken
- 2001: Känd från TV
- 2005: Halva sanningen
- 2007: 2007: Underbar och älskad av alla (och på jobbet går det också jättebra) / Самая-самая, всеми любимая (и на работе тоже все о’кей)
- 2010: Toy Story 3 (voice over in Swedish)
- 2015 — Glada hälsningar från Missångerträsk
- 2016 — Jag älskar dig — en skilsmässokomedi
- 2019 — Toy Story 4

### Телевидение
- 1996: Percy tårar
- 1996: Pentagon (TV series)
- 1997: Silvermannen
- 2001: Heja Björn
- 2018 — En familjehistoria (TV-serie)
- 2019—2020 — Sommaren med släkten (TV-serie)

## Книги
- Haag M. Hemma hos Martina (швед.). — Piratförlaget, 2004. — P. 184. — ISBN 9164201333. — ISBN 9789164201331.
- Haag M. Underbar och älskad av alla (och på jobbet går det också jättebra) (швед.). — Piratförlaget, 2005. — P. 213. — ISBN 978-91-642-0172-0.
- Haag M. Martina-koden (швед.). — Piratförlaget, 2006. — P. 184. — ISBN 978-91-642-0172-0. — ISBN 978-91-642-0186-7.
- Haag M. I en annan del av Bromma (швед.). — Piratförlaget, 2008. — P. 204. — ISBN 978-91-642-0236-9. — ISBN 978-91-642-4122-1. — ISBN 9164202364.
- Haag M. Fånge i hundpalatset (швед.). — Piratförlaget, 2010. — P. 200. — ISBN 978-91-642-0295-6.
- Haag M. Glada hälsningar från Missångerträsk (швед.). — Piratförlaget, 20. — P. 200. — ISBN 978-91-642-0323-6.
- 2012: Heja, Heja!
- Haag M. Det är något som inte stämmer (швед.). — Piratförlaget, 2015. — P. 195. — ISBN 978-91-642-0381-6.
- Haag M. Livet går så fort. Och så långsamt (швед.). — Piratförlaget, 2017. — P. 177. — ISBN 978-91-642-0491-2.